# Bogusław Schaeffer
Bogusław Julien Schaeffer (også skrevet Schäffer (født 6. juni 1929 Lwów i det daværende Polen, død 1. juli 2019 i Salzburg i Østrig) var en polsk komponist, professor, musikpædagog, violinist og musikkritiker.
Schaeffer studerede først violin i byen Opele, for herefter at studere komposition på musikkonservatoriet i Kraków hos Artur Malawski med afgangseksamen i 1953. Han skrev tre symfonier, orkesterværker, kammermusik, koncertmusik, operaer, solostykker for klaver og orgel etc. Han var professor og underviste i komposition på musikkonservatoriet i Kraków fra 1963, og på musikhøjskolen i Salzburg (1985-2000). Schaeffer var også musikkritiker. Hans kompositioner spænder vidt fra traditionelt klassisk musik avantgardemusik. Schaeffer har modtaget flere priser for sin musik, såsom 2. præmie ved Fitelberg-konkurrencen for sit værk lille symfoni (1963).

## Udvalgte værker
- Symfoni for en død soldat (nr. 1) (1951) - for orkester
- Kammersymfoni (nr. 2) (1953) - for kammerorkester
- Lille Symfoni "Skulptur" (1960) - for orkester
- Collage (1964) - for orkester
- 4 Violinkoncerter (1963, 1989, 1999, 2003) - for violin og orkester
- Klaverkoncert (1967) - for klaver og orkester